# Simón Díaz

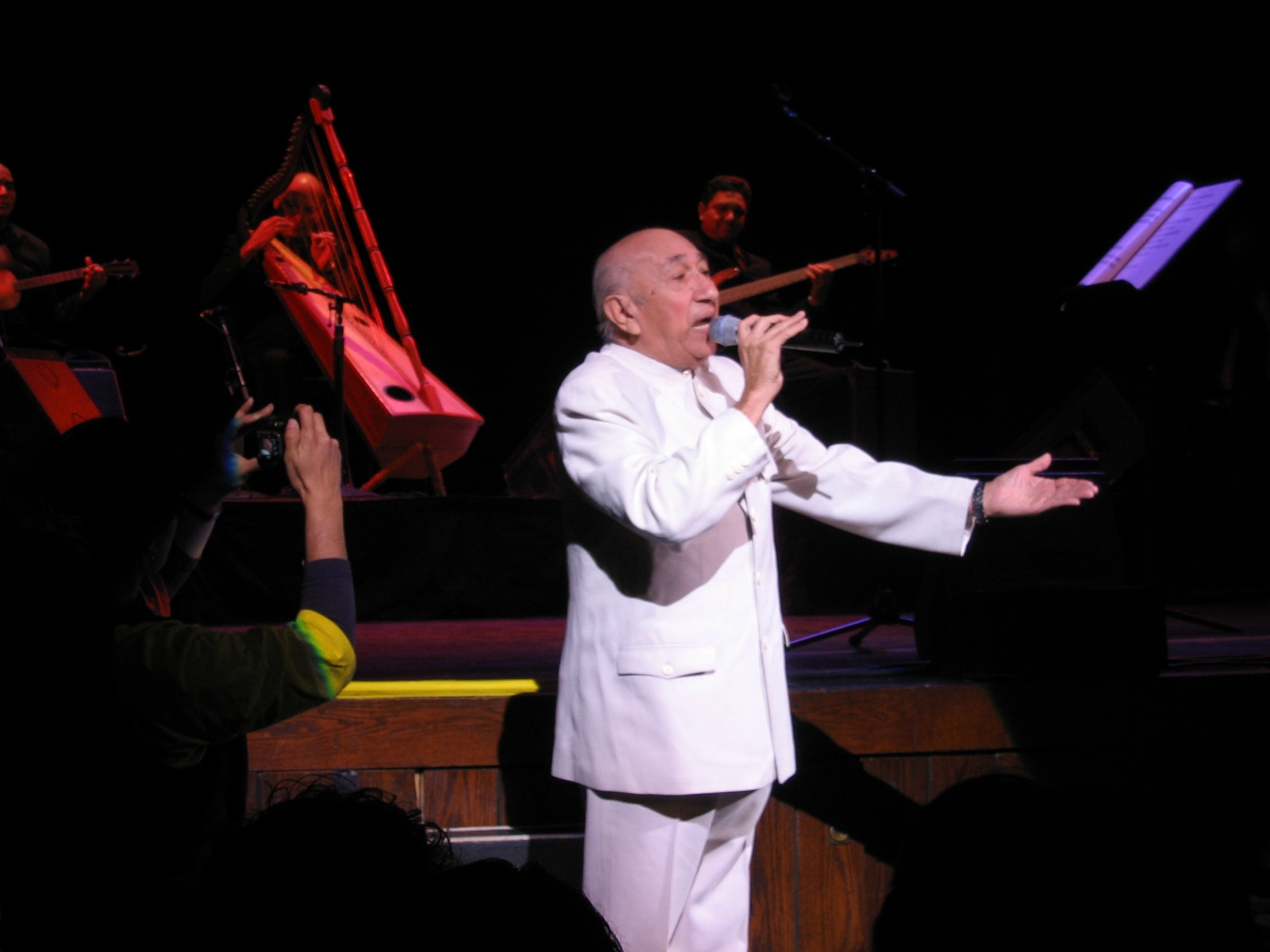
Simón Díaz

Simón Narciso Díaz Márquez (Tío Simón; * 8. August 1928 in Barbacoas; † 19. Februar 2014 in Caracas) war ein venezolanischer Komponist und Sänger, Comedian, Schauspieler und Fernsehmoderator.

## Biografie
Díaz zog im Alter von zwölf Jahren mit seiner Mutter und sieben Geschwistern nach San Juan de los Morros in den Llanos, wo er die musica llanera kennenlernte, eine Musik, die auf Traditionen der indigenen Bevölkerung, entflohener afrikanischer Sklaven und spanischer Kolonisatoren zurückgeht. Er lernte hier auch Gesang und die Cuatro zu spielen, eine viersaitige Gitarre, die neben den Maracas und der venezolanischen Harfe Begleitinstrument der musica llanera ist.
Fünfzehnjährig trat er unter dem Namen El Chato als Stand-up-Comedian und Storyteller auf. Zugleich war er Mitglied des auf kubanische Musik spezialisierten Orquesta Sidoney. 1949 zog er nach Caracas und studierte sechs Jahre lang an der Escuela de Música José Ángel Lamas. Danach arbeitete er als Rundfunksprecher, moderierte im Fernsehen die Show Contesta por Tio Simón und trat als Theater- und Filmschauspieler auf.
Berühmt wurde Díaz als Komponist und Interpret von mehr als 200 Songs, die er auf über 70 Alben aufnahm und mit denen er die música llanera  bekannt machte. Er gab Konzerte in Frankreich, Großbritannien, Spanien, Polen, Ungarn, im Irak, den Vereinigten Staaten, in Mexiko, Panama, Puerto Rico und Kolumbien, und seine Kompositionen wurden von Sängern wie Ray Conniff, Celia Cruz, Rubén Blades, Gilberto Santarrosa, Ivan Lins, Cheo Feliciano, Juan Gabriel, María Dolores Pradera und Tania Libertad interpretiert. Sein berühmtester Song war Caballo Viejo, den die Gipsy Kings unter dem Titel Bamboléo übernahmen und der u. a. von Julio Iglesias, Rubén Blades, Placido Domingo und Ry Cooder sowie dem kubanischen Gitarristen Manuel Galbán gecovert wurde.
Pina Bausch verwendete seine Musik für die Choreographie Nur Du und Pedro Almodóvar seinen Song Tonada de Luna Llena in dem Film La flor de mi secreto. 2008 wurde er mit dem Gran Cordón des Orden del Libertador, einer der höchsten Auszeichnungen des venezolanischen Staats, geehrt. Im gleichen Jahr erhielt er für den Lebenswerk einen Latin Grammy.